# Козяни
Козя́ни (біл. Казяны) — село в Браславському районі Вітебської області, Відзовська сільська рада.
Село розташоване за 40 км на південний захід від районного центру та за 21 на північ від міста Постави.
Вперше село згадується в 1563 році як фортеця, зведена Іваном Грозним, після взяття ним Полоцька. Пізніше містечко Дісненського повіту Віленської губернії.
В Козянах знаходиться Троїцька церква, збудована на початку XX століття.
| Білорусь | Це незавершена стаття з географії Білорусі. Ви можете допомогти проєкту, виправивши або дописавши її. |